# クリギング
クリギング（英語: kriging）は、空間補間の方法の1つである。分析対象となる空間に対して確率場を用いて共分散から確率・統計的に補間を行い、任意の地点における空間データの最良線形不偏予測量を計算する。
高品位な鉱物の採掘が期待できる位置の推定法を考案した鉱山技師のダニー・G・クリーグの研究を参考に、数学者のジョージズ・マトゥロンにより、空間データの内挿法として開発された。クリギングの名は、クリーグの名に由来する。
クリギングは、鉱山開発にとどまらず、自然科学、農学、工学、社会科学などで幅広く用いられている。

## 原理
クリギングは、補間点{\displaystyle {\boldsymbol {s}}_{0}}における予測値{\displaystyle {\hat {Y}}({\boldsymbol {s}}_{0})}と実際の値{\displaystyle Y({\boldsymbol {s}}_{0})}との平均二乗予測誤差{\displaystyle E[\{Y({\boldsymbol {s}}_{0})-{\hat {Y}}({\boldsymbol {s}}_{0})\}^{2}]}を最小化する予測値{\displaystyle {\hat {Y}}({\boldsymbol {s}}_{0})}を計算する。

## 種類

### 単純クリギング
単純クリギング（simple kriging）は、対象領域において弱定常性が成立し、かつ期待値が既知で一定と仮定するクリギングである。

### 通常クリギング
通常クリギング（ordinary kriging）は、対象領域において弱定常性が成立し、かつ期待値が未知で一定と仮定するクリギングである。

### 普遍クリギング
普遍クリギング（universal kriging）は、対象領域において期待値が位置を変数とした滑らかな関数で決定されると仮定するクリギングである。

### 外生ドリフトクリギング
外生ドリフトクリギング（kuriging with external drift）は、空間補間の対象とする変数（主変数）と線型性をもつ別の変数（2次変数）のデータの線型和から期待値を推定するクリギングである。

### コクリギング
コクリギング（cokriging）は、主変数のほかに、主変数と相関関係を有する2次変数を用いて期待値を推定するクリギングである。コクリギングは、空間補間を行いたい主変数のデータ入手が容易でない場合に、別途入手した2次変数の値を利用して主変数の空間補間を行う場合に利用できる。